# Episodi di MacGruder & Loud
L'unica stagione della serie televisiva MacGruder & Loud è stata trasmessa per la prima volta negli Stati Uniti dal 21 gennaio al 30 aprile 1985.
In Italia è andata in onda per la prima volta su Canale 5 a partire dal 20 luglio 1986.
| nº | Titolo originale            | Titolo italiano            | Prima TV USA     | Prima TV Italia |
| -- | --------------------------- | -------------------------- | ---------------- | --------------- |
| 1  | Pilot                       | Pilot                      | 21 gennaio 1985  | 20 luglio 1986  |
| 2  | The Violation               | Violenza carnale           | 22 gennaio 1985  | 27 luglio 1986  |
| 3  | The Inside Man              |                            | 29 gennaio 1985  |                 |
| 4  | Odds Favor Death            |                            | 5 febbraio 1985  |                 |
| 5  | On the Wire                 | Sul filo del rasoio        | 12 febbraio 1985 | 17 agosto 1986  |
| 6  | Cop Killer                  |                            | 26 febbraio 1985 |                 |
| 7  | Under Special Circumstances | Circostanze particolari    | 5 marzo 1985     | 31 agosto 1986  |
| 8  | Sanctuary                   |                            | 12 marzo 1985    |                 |
| 9  | Stepover Man                |                            | 19 marzo 1985    |                 |
| 10 | For Better or for Worse     | Nel bene e nel male        | 26 marzo 1985    |                 |
| 11 | The Price of Junk           |                            | 9 aprile 1985    |                 |
| 12 | The Very Scary Man          | Un uomo davvero spaventoso | 16 aprile 1985   |                 |
| 13 | Act of War                  |                            | 23 aprile 1985   |                 |
| 14 | Tarnished Blues             |                            | 30 aprile 1985   |                 |